# World Doubles Championships 1978
Il World Doubles Championships 1978 è stato un torneo di tennis femminile che si è giocato a Salt Lake City negli USA dal 5 al 8 aprile su campi in sintetico indoor. È stata la 3ª edizione del torneo.

## Campionesse

### Doppio
Billie Jean King /  Martina Navrátilová hanno battuto in finale  Françoise Dürr /  Virginia Wade con il punteggio di 6–4, 6–4